# Edinho (ur. 1983)
Edinho, właśc. Edimo Ferreira Campos (ur. 15 stycznia 1983 w Niterói) – brazylijski piłkarz, występujący na pozycji defensywnego pomocnika.

## Kariera klubowa
Edinho rozpoczął piłkarską karierę w klubie Boavista SC, którego jest wychowankiem w 2001. Dobra gra zaowocowała transferem do pierwszoligowego SC Internacional. W Internacionalu 19 października 2003 w przegranym -04 meczu z Paraną Kurytyba Edinho zadebiutował w lidze brazylijskiej. 
Z Internacionalem Edinho czterokrotnie zdobył mistrzostwo stanu Rio Grande do Sul – Campeonato Gaúcho w 2003, 2004, 2005, 2008, Copa Libertadores 2006 (wystąpił w obu meczach finałowych), Klubowy Puchar Świata 2006 (wystąpił w finale), Recopa Sudamericana 2007 oraz Copa Sudamericana 2008. Ogółem w latach 2003-2008 Edinho wystąpił w barwach Internacionalu w 286 spotkaniach, w których strzelił 6 bramek.
Na początku 2009 Edinho przeszedł do włoskiego US Lecce. W Serie A zadebiutował 1 lutego 2009 w wygranym 2-1 wyjazdowym meczu z AC Siena. Z Lecce Edinho spadł z Serie A w 2009, by po roku do niej powrócić. W 2010 Edinho powrócił do Brazylii i został zawodnikiem SE Palmeiras. 
W styczniu 2011 został zawodnikiem aktualnego mistrza Brazylii Fluminense Rio de Janeiro. W barwach Flu zadebiutował 27 stycznia 2011 w wygranym 3-1 meczu ligi stanowej z Macaé Esporte Futebol Clube.
Dotychczas w lidze brazylijskiej Edinho rozegrał 232 spotkań, w których strzelił 3 bramki.